# Paki Meduri
Paki Meduri (Salerno, 2 agosto 1972) è uno scenografo italiano.

## Biografia
Nasce a Salerno per poi trasferirsi a Roma dove si laurea in Architettura alla Sapienza - Università di Roma, pratica la professione, avvicinandosi al mondo cinematografico agli inizi degli anni 2000.

## Filmografia

### Cinema
- Monochrome, regia di Francesca Staasch - cortometraggio (2008)
- Diciotto anni dopo, regia di Edoardo Leo (2010)
- Into Paradiso, regia di Paola Randi (2010)
- Cavalli, regia di Michele Rho (2011)
- Come non detto, regia di Ivan Silvestrini (2012)
- Safe, regia di Boaz Yakin (2012)
- Alaska, regia di Claudio Cupellini (2015)
- Noi e la Giulia, regia di Edoardo Leo (2015)
- Suburra, regia di Stefano Sollima (2015)
- Tito e gli alieni, regia di Paola Randi (2017)
- Padrenostro, regia di Claudio Noce (2020)
- Tutti per 1 - 1 per tutti, regia di Giovanni Veronesi (2020)
- Lasciarsi un giorno a Roma, regia di Edoardo Leo (2021)
- Adagio, regia di Stefano Sollima (2023)
- The Old Guard 2, regia di Victoria Mahoney (2025)

### Televisione
- Cesare Mori - Il prefetto di ferro (2012)
- eBand (2012)
- Gomorra (2015)
- Liberi tutti (2019)
- ZeroZeroZero (2020)
- Il re (2022)
- Django (2023)

## Premi e riconoscimenti
- David di Donatello
  - 2011 - candidato a miglior scenografo per Into Paradiso
  - 2015 - candidato a miglior scenografo per Noi e la Giulia
  - 2016 - candidato a miglior scenografo per Suburra
- Nastro d'argento
  - 2015 - candidato a migliore scenografia per Noi e la Giulia
  - 2016 - migliore scenografia per Alaska e Suburra
  - 2023 - candidato a migliore scenografia per Adagio